# Liste der Kulturdenkmäler in Hüffler
In der Liste der Kulturdenkmäler in Hüffler sind alle Kulturdenkmäler der rheinland-pfälzischen Ortsgemeinde Hüffler aufgeführt. Grundlage ist die Denkmalliste des Landes Rheinland-Pfalz (Stand: 6. September 2022).

## Einzeldenkmäler
| Bezeichnung                 | Lage                 | Baujahr | Beschreibung                                                                        | Bild |
| --------------------------- | -------------------- | ------- | ----------------------------------------------------------------------------------- | ---- |
| Quereinhaus                 | Alte Straße 26 Lage  | 1855/56 | sandsteingegliedertes Quereinhaus, 1855/56                                          | BW   |
| Quereinhaus                 | Alte Straße 28 Lage  | 1838    | sandsteingegliedertes Quereinhaus, bezeichnet 1838; ehemaliger Schweinestall        | BW   |
| Protestantische Pfarrkirche | Kirchenstraße 8 Lage | 1875/76 | einschiffiger Quaderbau, 1875/76, Architekt Franz Schöberl, Speyer; mit Ausstattung | BW   |